# Hermine Huntgeburth

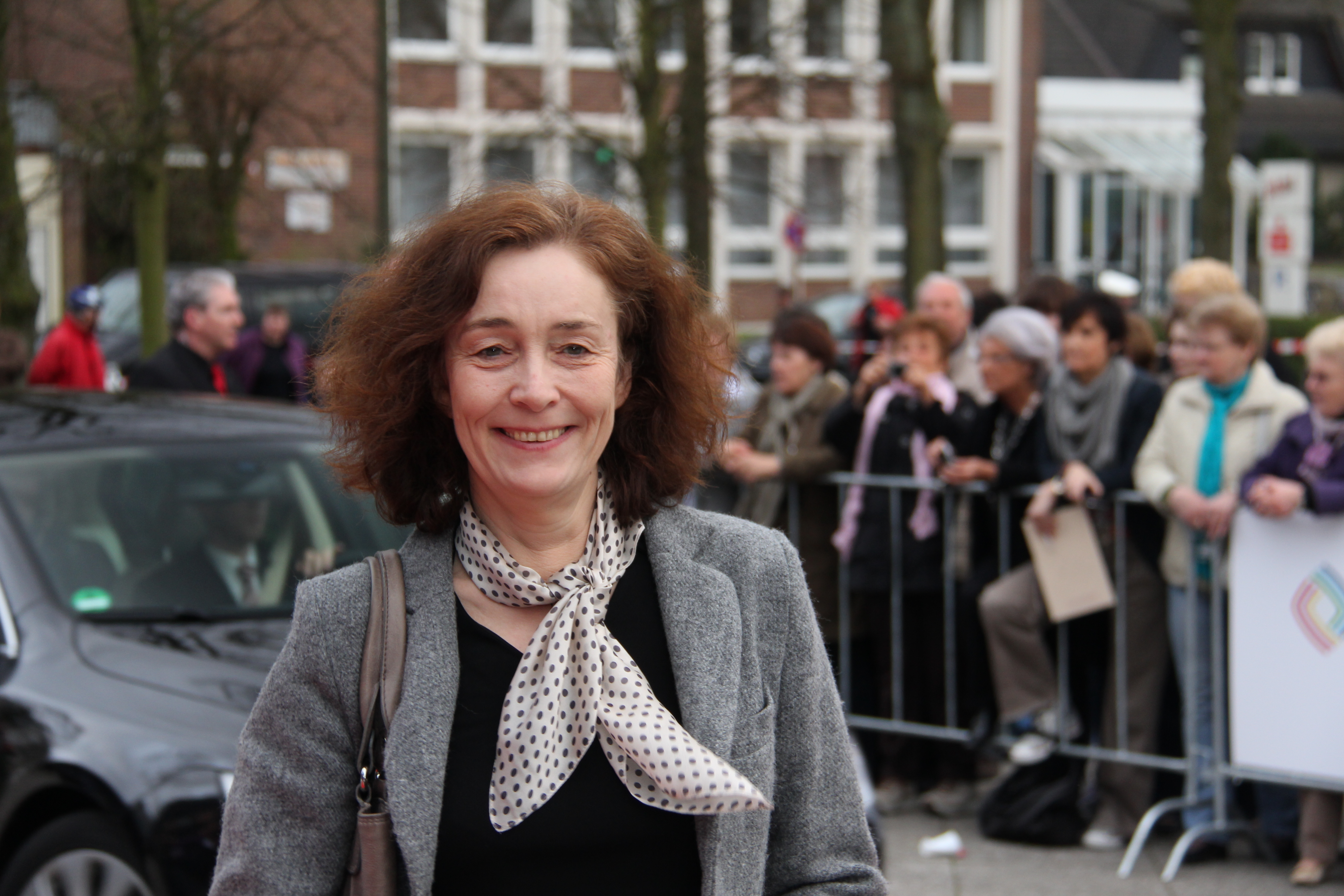
Hermine Huntgeburth bei der Verleihung des Grimme-Preises 2011

Hermine Huntgeburth (* 13. November 1957 in Paderborn) ist eine deutsche Filmregisseurin, -produzentin und Hochschullehrerin.

## Leben und Werk
Huntgeburth wuchs in einer katholischen Arztfamilie mit neun Geschwistern in Paderborn auf. 1977 begann sie ihr Filmstudium an der Hochschule für Bildende Künste in Hamburg bei Rüdiger Neumann, nachdem sie nach dem Abitur eine Ablehnung von der Hochschule für Film und Fernsehen in München erhalten hatte. Im Jahr 1983 erhielt sie ein Stipendium des DAAD und studierte Film in Sydney. Schon während des Studiums arbeitete sie an verschiedenen Drehbüchern, assistierte bei der Theaterregie und arbeitete als Kamerafrau und Filmtechnikerin. Anfänglich war sie als Dokumentarfilmerin tätig.
Ihr erster, für den NDR produzierter Spielfilm Im Kreise der Lieben gewann den Bundesfilmpreis in Gold für die beste Nachwuchsregie.
Hermine Huntgeburths Stil wird charakterisiert durch einen lakonischen Humor und das Ausloten der Grenzen zwischen Alltäglichem und Grotesken, zu sehen beispielsweise in dem Spielfilm Das Trio mit einem schwulen Taschendieb als Hauptperson und in der Filmkomödie Und alles wegen Mama, die von einem Erwerbslosen handelt, der mit seinem Sohn einen Verleiher um dessen Geld bringt. Viele ihrer Filme schildern das Umschlagen der Liebe in Hass oder Gleichgültigkeit. In der Ingrid-Noll-Verfilmung Der Hahn ist tot wechselt Liebe plötzlich in Mordlust, Brüder werden Feinde in der Stunde des Wolfs. Im Fernsehfilm Das verflixte 17. Jahr entdecken die Eheleute erst nach 17 Jahren, als die Kinder schon groß sind, dass von ihrer Liebe nichts mehr übrig ist. Ihr Film Die weiße Massai mit Nina Hoss in der Hauptrolle ist die Verfilmung eines Romans von Corinne Hofmann und zeigt die Schwierigkeiten der Liebe bei völlig unterschiedlichem kulturellem Hintergrund. Ihre Mark-Twain-Verfilmungen Tom Sawyer und Die Abenteuer des Huck Finn kamen 2011 und 2012 im Verleih des Majestic Filmverleihs in die Kinos. Hermine Huntgeburth ist Unterstützerin der Initiative ProQuote Regie.
Huntgeburth lehrt regelmäßig an der Internationalen Filmschule Köln.
Die Regisseurin lebt zusammen mit ihrem Mann Volker Einrauch und ihrer Tochter in Hamburg. Sie ist Mitglied der Deutschen Filmakademie und dort von 2018 bis 2022 Mitglied im Vorstand. Seit 2005 ist Huntgeburth Mitglied der Freien Akademie der Künste in Hamburg.

## Filmografie
- 1988: Die Mitspeisenden
- 1991: Im Kreise der Lieben
- 1995: Ein falscher Schritt
- 1996: Gefährliche Freundin (Fernsehfilm)
- 1997: Das Trio
- 1998: Und alles wegen Mama (Fernsehfilm)
- 2000: Der Hahn ist tot (Fernsehfilm)
- 2000: Stunde des Wolfs (Fernsehfilm)
- 2001: Das Verflixte 17. Jahr (Fernsehfilm)
- 2001: Romeo (Fernsehfilm)
- 2002: Bibi Blocksberg
- 2004: Blond: Eva Blond! – Der Zwerg im Schließfach (Fernsehfilm)
- 2004: Der Boxer und die Friseuse (Fernsehfilm)
- 2005: Die weiße Massai
- 2006: Väter, denn sie wissen nicht was sich tut
- 2007: Teufelsbraten (Fernsehfilm)
- 2009: Effi Briest
- 2009: Das Glück ist eine ernste Sache (Fernsehfilm)
- 2010: Der verlorene Vater (Fernsehfilm)
- 2010: Neue Vahr Süd (Fernsehfilm)
- 2011: Tom Sawyer
- 2012: Eine Hand wäscht die andere (Fernsehfilm)
- 2012: Die Abenteuer des Huck Finn
- 2014: Männertreu (Fernsehfilm)
- 2015: Einmal Hallig und zurück (Fernsehfilm)
- 2016: Tatort: Die Geschichte vom bösen Friederich (Fernsehfilm)
- 2016: Polizeiruf 110: Sumpfgebiete (Fernsehfilm)
- 2016: Aufbruch (Fernsehfilm)
- 2018: Tatort: Unter Kriegern (Fernsehfilm)
- 2019: Tödliches Comeback (Fernsehfilm)
- 2020: Lindenberg! Mach dein Ding
- 2021: Ruhe! Hier stirbt Lothar[6] (Fernsehfilm)
- 2021: Die Wespe (Mini Serie)

## Auszeichnungen
- 1991: Förderpreis des Landes Nordrhein-Westfalen
- 1992: Deutscher Filmpreis Filmband in Gold für Im Kreise der Lieben
- 2002: Adolf-Grimme-Preis für Romeo
- 2005: Deutscher Fernsehpreis in der Kategorie Beste Regie für Der Boxer und die Friseuse
- 2008: Bayerischer Fernsehpreis für Teufelsbraten
- 2009: Adolf-Grimme-Preis für Teufelsbraten
- 2011: Grimme-Preis für Neue Vahr Süd
- 2011: Bayerischer Fernsehpreis für Neue Vahr Süd
- 2011: Deutscher Comedy Preis 2011 für Neue Vahr Süd
- 2011: Deutscher Regiepreis Metropolis für Die Abenteuer des Huck Finn
- 2011: Gilde-Filmpreis, Bester Kinderfilm für Tom Sawyer
- 2014: Deutscher Fernsehpreis für Männertreu
- 2014: Deutscher Regiepreis Metropolis in der Kategorie Beste Regie Fernsehfilm für Männertreu
- 2015: Grimme-Preis für Männertreu